# 刘炎田
刘炎田（1923年—1997年8月9日），男，直隶（今河北）迁安人，中国人民解放军将领。

## 生平
刘炎田是直隶省迁安县北关村人。1938年8月，冀东抗日武装大暴动时，参加八路军。1938年9月，加入中国共产党。历任八路军邓华支队教导队学员、司令部副指导员，八路军第四纵队三十一大队政治处干事、炮兵连指导员、团部指导员、三连指导员，厂北分区政训队长，繁峙支队副政委，九旅组织科副科长、科长，一八八师组织科长，十九兵团一八八师五六三团政委，六十三军一八八师政治部副主任、主任，188师副政委、政委，63军副政委、政委。1967年12月21日至1973年年3月，担任石家庄市革命委员会主任。1972年5月至1975年11月，担任山西省军区政委；1975年11月—1978年11月，担任中国人民解放军陆军第十四集团军政治委员。1979年2月至1983年11月，后升任昆明军区副政委，参加中越战争。荣获二级独立自由勋章、二级解放勋章、朝鲜民主主义共和国二级独享自由勋章。1988年荣获独立自由功勋章。1997年8月9日在北京逝世，享年75岁。